# Jan Šimůnek
Jan Šimůnek (ur. 20 lutego 1987 w Pradze) – czeski piłkarz występujący na pozycji obrońcy. Syn Milana Šimůnka, również piłkarza.

## Kariera klubowa
Pierwszym zespołem Šimůnka była Sparta Praga – w latach 1999–2005 występował w młodzieżówce tego klubu, a w sezonie 2005/2006 już w profesjonalnej kadrze. Debiut w Gambrinus Lidze zaliczył jednak w barwach zespołu SK Kladno, do którego był wypożyczony. Po sezonie zmienił klub na niemiecki VfL Wolfsburg. W sezonie 2007/2008 rozegrał 30 spotkań w Bundeslidze, jednak już w kolejnym sezonie, po sprowadzeniu do Wolfsburga włoskich obrońców Cristiana Zaccardo i Andrei Barzagliego pełnił rolę rezerwowego. Podczas przerwy zimowej, w większości meczów sparingowych ponownie zaczął grać na pozycji środkowego obrońcy w miejsce kontuzjowanego Ricardo Costy. Zagrał również całe spotkanie w Pucharze Niemiec przeciwko Hanzie Rostock, które odbyło się 28 stycznia 2009 roku, wygrane przez Wolfsburg 5:1. Graczem Wolfsburga był do 2010 roku.
Następnie występował w 1. FC Kaiserslautern, VfL Bochum, Dukli Praga oraz Vasasu.

## Kariera reprezentacyjna
W latach 2008–2009 Šimůnek rozegrał 4 spotkania w reprezentacji Czech.